# Acetilură

Structura generală a unei acetiluri provenite de la o alchină terminală

O acetilură este un compus organic ionic care are formula generală MC≡CH sau MC≡CM, unde M este un metal. Termenul este foarte general și se poate referi la orice tip de acetilură, chiar și cele derivate de la alchine cu catene mai mari, cu catene substituite, cu formula generală RC≡CM (unde R este o catenă laterală organică). Sunt folosite ca și reactivi în sinteza organică. Se cunosc acetiluri cum ar fi cele de cupru și argint.
Unii compuși sunt fabricați și utilizați adesea, precum carbură de calciu, care este o acetilură cu formula CaC≡C.

## Obținere

Structura ionică a acetilurii de cupru (II)

Alchinele de forma RC≡CH (numite și alchine terminale), sunt acizi slabi; de aceea, în urma unor reacții formează acetilurile, care pot fi considerate săruri ale acestora:
RC≡CH + R"M ↔ R"H + RC≡CM
Pentru obținerea acetilurilor plecând de la acetilenă sau alte alchine este nevoie de compuși cu caracter bazic pronunțat, organometalici sau anorganici în solvenți care sunt mai puțin acizi decât alchinele terminale. În trecut, amoniacul lichid era folosit, dar astăzi solvenții eterici sunt mai comuni.
Amidura de litiu, LiHMDS, sau reactivii organolitici, precum butillitiul, sunt utilizați frecvent pentru prepararea acetilurilor de litiu:
{\displaystyle {\ce {{H-C\!{\equiv }\!C-H}+\overbrace {BuLi} ^{butillitiu}->[{\ce {THF}}][-78^{\circ }{\ce {C}}]{Li-\!{\equiv }\!-H}+BuH}}}
Acetilurile de sodiu și de potasiu pot fi obținute plecând de la diverși reactivi anorganici, precum amidura de sodiu sau direct de la metalele în stare elementară, de obicei la temperatura camerei și la presiune atmosferică.
RC≡CH + Na ↔ ½ H2 + RC≡CNa
HC≡CH + 2 Na ↔ H2 + NaC≡CNa

## Proprietăți chimice
Acetilurile pot reacționa cu apa, cu compuși de forma R-X (dând alchine superioare și fiind reacții cu mărire de catenă) sau cu compușii carbonilici.